# Platyseiella marikae
Platyseiella marikae är en spindeldjursart som beskrevs av Edward A. Ueckermann 1990. Platyseiella marikae ingår i släktet Platyseiella och familjen Phytoseiidae. Inga underarter finns listade i Catalogue of Life.